# 山口放送大津島ラジオ送信所
山口放送大津島ラジオ送信所（やまぐちほうそうおおつしまラジオそうしんじょ）は、山口県周南市大津島字近江にある山口放送（KRY）の中波放送（AMラジオ）送信所である。

## 概要
山口放送ラジオの主たる中波送信設備であり、県東部の広範囲に電波（AM波）を発射している。敷地面積8,772平方メートル。
1974年（昭和49年）1月に、当時本局舎のあった徳山市（当時）久米の送信所から移転、運用を開始した。本局も周南市内にあるため、「周南局」を名乗っている。
NHK山口放送局の中波送信所（防府市）と異なり、県都山口市で聴取困難な地域が広く存在したことから、近年山口市黒川に送信所（山口ラジオ送信所、765kHz、出力300W）を別途設けている。
なお、山口放送テレビの主たる送信所は、大平山送信所（防府市）に設けられており、2015年7月には、太平山送信所にFM補完送信所も設置された。

## 送信所概要
| 放送局名    | コールサイン | 周波数 | 空中線電力 | 放送対象地域 | 放送区域内世帯数 |
| ----------- | ------------ | ------ | ---------- | ------------ | ---------------- |
| KRY山口放送 | JOPF         | 765kHz | 5kW        | 山口県       | 約-世帯          |